# Ван Барневельд, Раймонд
Ра́ймонд ван Ба́рневелд (нидерл. Raymond van Barneveld, род. 20 апреля 1967, Гаага; нидерл. Raymond van Barneveld), также известный под прозвищем Barney («Барни»), — профессиональный голландский игрок в дартс. Пятикратный чемпион мира (четырежды по версии Британской Организации Дартса и один раз по версии Профессиональной Корпорации Дартса), двукратный победитель турнира UK Open Champion. Также он дважды выигрывал World Masters, трижды International Darts League, дважды World Darts Trophy и один раз Las Vegas Desert Classic. С января по июнь 2008 года возглавлял рейтинг дартсменов. В карьере несколько раз заканчивал лег с результатом в 9 дротиков. Барневельд является левшой, но бросает дротики правой рукой. Выходит на арену под композицию Eye of the Tiger.

## Результаты вBDO
В своём первом чемпионате мира (по версии Британской Организации Дартса) Барневельд принимает участие в 1991 году: в первом же раунде он проиграл со счётом 0-3 австралийцу Кейту Салливану. Однако в том же году он впервые в карьере достигает стадии полуфинала крупного турнира — Swiss Open. На чемпионате мира следующего года он не смог даже пройти квалификацию. В 1993 году на ранней стадии он уступает 2-3 будущему чемпиону Джону Лоуву. Вскоре после этого в среде дартса происходит раскол, и сильнейшие игроки организовывают альтернативную федерацию этой игры — World Darts Council (ныне Professional Darts Corporation (PDC)). Барневельд остаётся выступать в BDO.
Его результаты в соревнованиях продолжают расти: в 1994 он впервые играет в финале турнира — Finnish Open, но всё же уступает Энди Фордхему. В 1995 Барневельд впервые играет в финале чемпионата мира, где уступает 3-6 Ричи Бёрнетту. На ЧМ 1996 и 1997 годов он оступается во вторых раундах, но затем два года подряд выигрывает чемпионат: в 1998 побеждает Ричи Бёрнетта, а в 1999 — Ронни Бакстера. Он становится третьим игроком в истории турнира (после Эрика Бристоу и Мартина Адамса), кому удаётся защитить свой чемпионский титул.
Однако на ЧМ 2000 года он терпит поражение в первом же раунде от Криса Мейсона. В 2001 и 2002 годах его турнирный путь заканчивается в четвертьфиналах поражениями 4-5 от Теда Хенки и 3-5 от Мервина Кинга соответственно. В 2003 году он возвращает себе титул чемпиона мира, побеждая в финале 6-3 Ричи Дэвиса. В 2004 уступает в полуфинале Энди Фордхему 4-5. В 2005 году Барневельд выигрывает четвёртый титул чемпиона мира, побеждая в финале Мартина Адамса со счётом 6-2. В 2006 году он шестой раз в карьере играет в финале чемпионата мира, но уступает 21-летнему Йелле Клаасену 5-7.

## Результаты вPDC
После игры в BDO на протяжении 15 лет Барневельд объявляет о своём переходе в PDC 15 февраля 2006 года, причиной чему называет желание регулярно играть против сильнейших игроков, таких как Фил Тейлор.
Его дебютом в PDC становится участие в турнире «Премьер-лига Дартса» 2006 года: первый же свой матч он выиграл со счётом 8-1, победив Ронни Бакстера; 23 марта Барневельд впервые в свой карьере закончил лег девятью дротиками в телевизионной трансляции и в тот же день впервые после перехода в PDC сыграл с Филом Тейлором, сведя матч к ничьей — 7-7. Тем не менее следующий матч Тейлору удалось выиграть 8-6. По очкам Барневельду удалось выйти в полуфинал, где он уступил голландцу Роланду Шолтену. Барневельду ещё 4 раза удавалось выходить в полуфинал этого турнира, но каждый раз он уступал (2007, 2008, 2009, 2011 годы).
Свою первую победу на крупном турнире PDC одержал в июне, одолев в финале UK Open Барри Бейтса; в четвертьфинале этого турнира он впервые в карьере победил Фила Тейлора. Несколько недель спустя он снова одержал победу над Тейлором — в полуфинале Las Vegas Desert Classic, но на следующий день уступил в финале канадцу Джону Пату.
Берневельд и Тейлор встретились в финале чемпионата мира 2007 года в матче, который впоследствии сам Тейлор назвал лучшим финалом из тех, в которых он участвовал. Судьба победителя решалась в тринадцатом, последнем из возможных, сете в одиннадцатом, последнем из возможных, леге: в итоге Барневельд победил по 7-6 по сетам (6-5 в последнем сете), завоевав пятый титул чемпиона мира. Сам матч был назван одним из самых великих финалов в истории дартса. В феврале 2007 года Барневельд одержал победу на турнире Masters of Darts, разгромив Питера Менли 7-0. В четвертьфинале турнира UK Open он нанёс Тейлору одно из самых крупных поражений в карьере последнего: 11-4, в полуфинале одолел Колина Ллойда с таким же счётом, а в финал одержал верх над ван дер Воортом 16-8. Таким образом Барневельд стал первым дартсменом, кому на турнире UK Open удалось защитить свой титул. Он выигрывает Las Vegas Desert Classic, но на World Matchplay в четвертьфинале его победил Адриан Льюис, а на World Grand Prix в полуфинале его разгромил Джеймс Уэйд.
В 2008 году выступлению Барневельда на турнирах помешало заболевание гриппом. В третьем раунде ЧМ он был побеждён Кевином Пеинтером, уступил на ранних стадиях турниров US Open и Las Vegas Desert Classic. На турнире UK Open он снова побеждает Тейлора, но сам уступает в полуфинале Гэри Моусону. На турнире World Matchplay он уступает в четвертьфинале Вейну Мерделу, а на World Grand Prix в финале Тейлору 2-6.
В 2009 году у Барневельда не было побед на крупных турнирах: он проиграл в финалах ЧМ и World Grand Prix, а также полуфиналах Grand Slam Of Darts, Premier League и PDC German Darts Championship., а на World Matchplay в четвертьфинале проиграл Терри Дженкинсу. В 2010 году у Барневельда также не было крупных побед на турнирах: он участвовал в финале World Matchplay и четвертьфинале European Championship, а на World Grand Prix в полуфинале его остановил Джеймс Уэйд. В полуфинале ЧМ Барневельд потерпел поражение от Симона Уитлока 5-6 и проиграл в матче за третье место Марку Уэбстеру 8-10.
На ЧМ 2011 он уступил в четвертьфинале будущему финалисту Гэри Андерсону, и ему же проигрывает в полуфинале премьер лиги. В 1/8 финала UK Open потерпел крупное поражение от Уэса Ньютона 1-9. На World Matchplay терпит поражение от Джеймса Уэйда, а на World Grand Prix во втором круге от Энди Смита. На ЧМ 2012 года Барневельд уступил в первом же раунде Джеймсу Ричардсону 0-3. В начале 2012 для него шёл плохо, но в ноябре он выиграл большой ТВ турнир за последние пять лет, Grand Slam of Darts. В финале одержал победу над молодым голландцем Майклом ван Гервеном, который в свою очередь победил Фила Тэйлора с набором выше 108.
На чемпионате мира 2013 в первом раунде показал высочайший набор за всю историю первого раунда, 108.31. Во 2-м раунде победил Брендана Долана, затем Гэри Андерсона и Саймона Витлока. В полуфинале встретился со своим старым соперником Филом Тэйлором. Проигрывая 5-1, Барневелд выиграл 3 сета подряд, но Фил выиграл следующий и победил 6-4.

## Выступления в финалах чемпионатов мира
| Год  | Чемпионат | Соперник в финале | Счёт в финале |
| 1995 | BDO       | Ричи Бёрнетт      | 3-6           |
| 1998 | BDO       | Ричи Бёрнетт      | 6-5           |
| 1999 | BDO       | Ронни Бакстер     | 6-5           |
| 2003 | BDO       | Ричи Дэвис        | 6-3           |
| 2005 | BDO       | Мартин Адамс      | 6-2           |
| 2006 | BDO       | Йелле Клаасен     | 5-7           |
| 2007 | PDC       | Фил Тейлор        | 7-6           |
| 2009 | PDC       | Фил Тейлор        | 1-7           |

## Дополнительные сведения
- За свою карьеру дартсмена ван Барневельд заработал более 1,5 млн. фунта стерлингов[2].
- Шум в зале для игры в дартс практически никогда не затихает, и одно время Барневельд даже пользовался берушами, чтобы его не слышать[15].
- Поклонники Барневельда называют себя Barney Army («Армия Барни»).
- По состоянию на март 2011 года Тейлор и Барневельд провели между собой 50 матчей, в 40 победу одержал Тейлор, и лишь в одной была зафиксирована ничья[16].